# 1180-as évek
Évszázadok: 11. század · 12. század · 13. század
Évtizedek: 1130-as évek · 1140-es évek · 1150-es évek · 1160-as évek · 1170-es évek · 1180-as évek · 1190-es évek · 1200-as évek · 1210-es évek · 1220-as évek · 1230-as évek
Évek: 1180 · 1181 · 1182 · 1183 · 1184 · 1185 · 1186 · 1187 · 1188 · 1189

## A világ vezetői
- III. Béla magyar király (Magyar Királyság) (1172–1196† )